# 竜潭区 (吉林市)
竜潭区（りゅうたん-く）は中華人民共和国吉林省吉林市に位置する市轄区。

## 行政区画
13街道、4鎮、1民族鎮、1郷を管轄：
- 街道弁事処：竜華街道、湘潭街道、鉄東街道、泡子沿街道、竜潭街道、新吉林街道、山前街道、新安街道、遵義街道、楡樹街道、東城街道、承徳街道、靠山街道
- 鎮：缸窯鎮、江密峰鎮、大口欽鎮、金珠鎮
- 民族鎮：ウラ・ギャイ・マンジュ・チョルホロン（ula giyai manju colholon、烏拉街満族鎮）

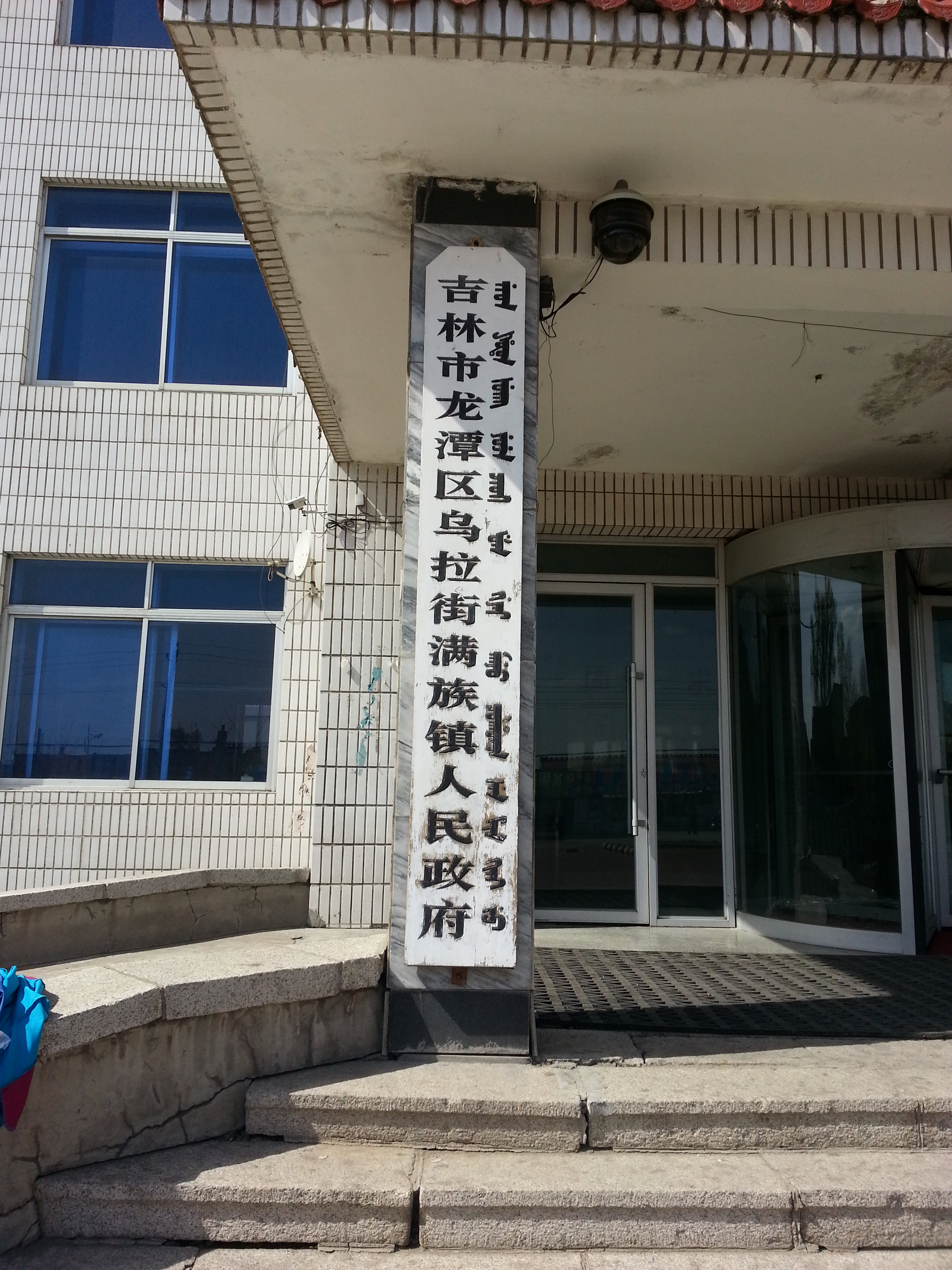
竜潭区烏拉街満族鎮人民政府の満漢合璧の表札

- 郷：江北郷

## 交通

### 道路
- 高速道路
  -  琿烏高速道路
  -  吉黒高速道路（中国語版）
- 国道
  -  G202国道
  -  G302国道